# Hermann Dannheimer
Hermann Dannheimer (* 9. Dezember 1929 in Markt Taschendorf, Mittelfranken; † 2. Juli 2020) war ein deutscher Mittelalterarchäologe, der besonders die Archäologie des Frühmittelalters in Bayern erforschte.

## Leben und beruflicher Werdegang
Hermann Dannheimer studierte nach seinem Abitur Vor- und Frühgeschichte sowie Geographie und Alte Geschichte an der Friedrich-Alexander-Universität Erlangen und der Ludwig-Maximilians-Universität München. 1957 wurde er bei dem Frühmittelalterarchäologen Joachim Werner promoviert; seine Dissertation trug den Titel „Die germanischen Funde der späten Kaiserzeit und des frühen Mittelalters in Mittelfranken“. Anschließend war er kurzzeitig beim Bayerischen Landesamt für Denkmalpflege tätig. 1958/1959 erhielt er das Reisestipendium des Deutschen Archäologischen Instituts.
Nach Abschluss des Stipendiums erhielt Dannheimer 1960 eine Stelle bei der Prähistorischen Staatssammlung in München, wo er zunächst in der Nachfolge von Hermann Müller-Karpe die archäologische Sammlung betreute. Später wurde er Vertreter des Dienststellenleiters, wobei er mit der Organisation und Inventarisierung des Depots, mit archäologischen Ausgrabungen, der photographischen Dokumentation der Arbeiten und der Verwaltung der Zweigmuseen der Staatssammlung betraut war. Daneben war er zuständiger Sachbearbeiter für den Fachbereich Frühes Mittelalter. In den Jahren dieser Tätigkeiten wurde er zum Museumsassessor (1961), zum Konservator (1962), zum Oberkonservator (1965) und zum Landeskonservator (1970) ernannt. Von 1984 bis zu seiner Pensionierung zum Jahresende 1994 war er schließlich Direktor der Prähistorischen Staatssammlung. Ein Schwerpunkt seiner Amtszeit war die Einrichtung staatlicher archäologischer Zweigmuseen in Passau, Neuburg an der Donau, Bad Königshofen im Grabfeld, Aichach (Wittelsbachermuseum Aichach), Amberg und Mindelheim (Südschwäbisches Archäologiemuseum Mindelheim). Für die Zweigmuseen in Landau an der Isar (Niederbayerisches Archäologiemuseum) und Neu-Ulm wurden die Planungen begonnen. Neben seinen Aufgabenfeldern im Museum war er allerdings auch an diversen Ausgrabungen beteiligt.
Seit 2008 war Dannheimer Mitglied der Sectio Artium der Bayerischen Benediktiner-Akademie. Auch nach seiner Versetzung in den Ruhestand arbeitete er noch intensiv an der Aufarbeitung und abschließenden Publikation seiner früheren Ausgrabungen. Hermann Dannheimer starb Anfang Juli 2020 im Alter von 90 Jahren und fand auf dem Friedhof von Söcking seine letzte Ruhestätte.

## Wissenschaftliches Werk
Ein Fokus seiner wissenschaftlichen Arbeit lag auf der Erforschung frühmittelalterlicher Siedlungen Bayerns. So publizierte er Grabungsberichte und Untersuchungen zur Frühgeschichte der Orte Lauterhofen, Aschheim, Garching bei München, Kirchheim bei München, Pähl und Wielenbach sowie zu den frühmittelalterlichen Siedlungs-, Kirchen- und Friedhofsbefunden bei Epolding-Mühltal. Daneben standen die Klöster des frühen Mittelalters wiederholt im Zentrum seiner Forschungen, vor allem das Kloster Sandau und die Fraueninsel sowie die Herreninsel auf dem Chiemsee. Daneben richtete er sein Interesse auf die Reihengräberfelderzeit und veröffentlichte eine Monographie über das Gräberfeld von München-Aubing. Dieses Reihengräberfeld aus dem 5. bis 7. Jahrhundert wurde etwa einen Kilometer nordöstlich des Ortszentrums von Aubing ausgegraben und umfasste 862 Gräber, in denen 881 Personen bestattet waren. Es handelt sich um eines der größten Gräberfelder in Bayern aus der Umbruchzeit zwischen dem Ende der römischen Herrschaft und den ersten überlieferten Erwähnungen der Bajuwaren.

## Publikationen (Auswahl)
- mit Walter Torbrügge: Vor- und Frühgeschichte im Landkreis Ebersberg (= Kataloge der Prähistorischen Staatssammlung. Band 4). 1961.
- Die germanischen Funde der späten Kaiserzeit und des frühen Mittelalters in Mittelfranken (= Germanische Denkmäler der Völkerwanderungszeit. Band A 7). 1962.
- Epolding-Mühltal. Siedlung, Friedhöfe und Kirche des frühen Mittelalters (= Münchner Beiträge zur Vor- und Frühgeschichte. Band 13). 1968.
- mit Roman Fink: Fundort Bayern. Report aus der Vorgeschichte. 1968.
- mit Fritz-Rudolf Herrmann: Rothenburg o.T. Katalog zur Vor- und Frühgeschichte in Stadt und Landkreis (= Kataloge der Prähistorischen Staatssammlung. Band 11). 1968.
- Lauterhofen im frühen Mittelalter. Reihengräberfeld, Martinskirche und Königshof (= Materialhefte zur bayerischen Vorgeschichte. Band 22). 1968.
- Mittelalterliche Keramik aus Bayern (= Kataloge der Prähistorischen Staatssammlung. Band 15). 1973.
- Prähistorische Staatssammlung München. Die Funde aus Bayern (= Große Kunstführer. Band 67/68). 1976. 2. neubearbeitete Auflage 1980.
- Steinmetzarbeiten der Karolingerzeit. Neufunde aus altbayerischen Klöstern 1953–1980 (= Ausstellungskataloge der Prähistorischen Staatssammlung. Band 6). 1980.
- Torhalle auf Frauenchiemsee (= Große Kunstführer. Band 83). 1980. 2. neubearbeitete und erweiterte Auflage 1981; 3. erweiterte Auflage 1983; 4. veränderte Auflage 1995.
- als Hrsg.: Idole, frühe Götterbilder und Opfergaben (= Ausstellungskataloge der prähistorischen Staatssammlung München. Band 12). München/Mainz 1985.
- Auf den Spuren der Bajuwaren. Archäologie im frühen Mittelalter in Altbayern. Ausgrabungen–Funde–Befunde. 1987.
- Aschheim im frühen Mittelalter. Teil 1: Archäologische Funde und Befunde (= Münchner Beiträge zur Vor- und Frühgeschichte. Band 32). 1988.
- Die Chorschranken von Ilmmünster (= Große Kunstführer. Band 140). 1989.
- als Hrsg. mit Rupert Gebhard: Das keltische Jahrtausend. Verlag Ph. von Zabern, Mainz 1993 (= Ausstellungskatalog der Prähistorischen Staatssammlung. Band 23).
- Das bajuwarische Gräberfeld von Aubing, Stadt München (= Monographien der Prähistorischen Staatssammlung. Band 1). 1998.
- Sandau. Archäologie im Areal eines altbaierischen Klosters des frühen Mittelalters (= Münchner Beiträge zur Vor- und Frühgeschichte. Band 55). 2003.
- Frauenwörth. Archäologische Bausteine zur Geschichte des Klosters auf der Fraueninsel im Chiemsee (= Bayerische Akademie der Wissenschaften. Philosophisch-historische Klasse. Abhandlungen. Neue Folge, Heft 126). C. H. Beck, München 2005, ISBN 3-7696-0121-1 (Online-Version in zwei Teilen: Textteil; Tafelteil).
- Frauenwörth. Herzog Tassilos Kloster im Chiemsee. Abtei – Kirche – Torhalle. 2008.

## Auszeichnungen
- 1993: Oberbayerischer Kulturpreis
- Verdienstorden der Bundesrepublik Deutschland 1. Klasse
- Bayerischer Verdienstorden
- Medaille „bene merenti“ in Silber der Bayerischen Akademie der Wissenschaften